# 魔幻現實主義
魔幻寫實主義（英語：或）是一種敘事文學技巧，故事中的因果關係看起來常常不合乎現實狀況。魔幻寫實主義這個詞的第一次使用是德國藝術評論家弗朗茨·羅，被用來描述主要是由美國畫家所使用的一種不尋常的寫實主義，這些1920年代的畫家，比如依凡·阿爾布萊特、保羅·凱德馬斯、喬治·圖克等人，會將傳統的寫實主義融入少許的超現實和幻想意涵在裡面。

## 歷史
這個名詞在20世紀變得風行, 是隨著像米哈伊爾·布爾加科夫、恩尼斯·榮格爾以及許多拉丁美洲作家而興起，其中最有名的是豪爾赫·路易斯·博爾赫斯、加夫列尔·加西亚·马尔克斯和伊莎貝·阿言德。今天，講到拉丁美洲文學的時候都會特別提到魔幻寫實主義。將這個詞第一次用在文學上的是評論家阿图罗·乌斯拉尔·彼特里，不過他之所以受到矚目則是在1967年諾貝爾文學獎得主米格尔·安赫尔·阿斯图里亚斯將自己的小說風格界定為魔幻寫實主義之後。

## 特色

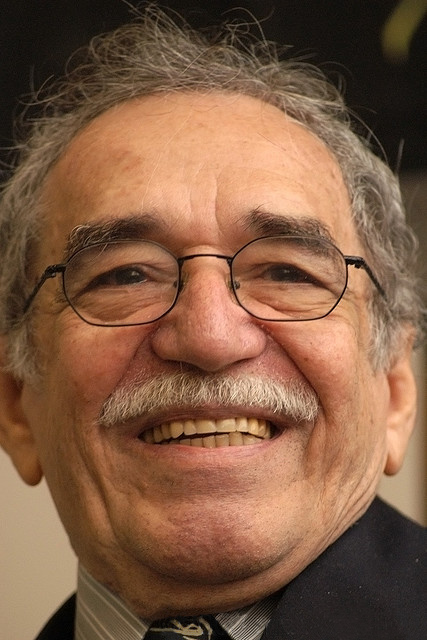
賈西亞·馬奎斯

要區別魔幻寫實主義和傳統寫實主義是有困難的。畢竟傳統小說的情節、角色和敘事者都不是真實的。然而，魔幻寫實傾向把現實描述為一種全然流動的狀態，並且有角色會將這種流動的現實視為理所當然。比如說，有本百科全書會將世界改變成它所敘述的樣子，或者一條血流走去告訴一個女人：她的丈夫已死，而故事中的角色會將這些從未預期過的事情，當作只是他們生命當中發生的事件而已。
要注意的是，魔幻寫實主義通常是興起於一些壓迫、獨裁或集權社會裡，可能是作家置身在高度危險的社會環境的一個調適之道。另一方面，魔幻寫實也超越了這些社會限制。
不同於科幻和奇幻文學的是，魔幻寫實主義會將它的世界描寫得荒誕古怪、反覆無常，而嚴謹的科幻文學則是受限於物理學法則，或者像奇幻文學會有固定的規則在裡面（比如說：你必須將一枚戒指丟入一座特定的火山中，否则沒有人能殺得了某位騎士）。舉例來說，許多加西亚·马尔克斯的小說，表面上看起來像是對真實世界的一種報導紀錄，然而仔細審視，會發現它們帶有一些報導技巧所無法解釋的非真實性和神秘性。魔幻寫實主義不是一種運動或學派，而是一種寫作風格。它和超現實主義沒有正式的關連。

## 相關作品
- 《危地马拉的传说》（Leyendas de Guatemala）－米格尔·安赫尔·阿斯图里亚斯，1930年，被誉为魔幻写实的开山之作
- 《大師與瑪格麗特》（Мастер и Маргарита）－米哈伊爾·阿法納西耶維奇·布爾加科夫，1966年
- 《百年孤寂》－賈西亞·馬奎斯，1967年
- 《血色蝙蝠降臨的城市》－宋澤萊，1996年
- 《風之影》－卡洛斯·魯依斯·薩豐，2001年
- 《赤朽葉家的傳說》（赤朽葉家の伝説）－櫻庭一樹（桜庭一樹），2006年

## 評價
與許多人對魔幻寫實作品及寫作手法的正面評價不同，哥倫比亞知名作家阿爾瓦羅·穆蒂斯曾如此評價，他說：「我懷疑它是否真的存在過，這是典型的由歐洲生造出來解釋拉美現象的套路。」

## 相關条目
- 拉丁美洲文學爆炸